# Seattle (indianhövding)
Seattle (Noah Sealth), född omkring år 1786 på Blake Island i delstaten Washington, död 7 juni 1866 i Suquamish-reservatet, i Port Madison (nuvarande Bainbridge Island) i Washington, var en nordamerikansk hövding. Chief Seattle var hövding över stammarna Duwamish och Suquamish. Det var efter honom som staden Seattle uppkallades.
Hövding Seattle är för eftervärlden mest känd för det tal han höll som var ett svar till guvernören Isaac I. Stevens, Seattles tal, i januari 1854. Talet trycktes 1887, över 30 år senare, i tidningen Seattle Sunday Star. Det tryckta talet var baserat på delvis ofullständiga anteckningar av Henry A. Smith, som hade varit på plats när talet framfördes. Talet är en kraftfull vädjan om att respektera urbefolkningens rättigheter, och ska enligt ögonvittnen ha tagit ungefär en halv timme.
Under 1970-talet började en version av Seattles tal cirkulera, som inte hade mycket gemensamt med originalet. Det var skrivet av Ted Perry, professor i filmkunskap, för en film om ekologi. Denna version av Seattles tal går ut på hur den vite mannen förstör jorden, och denna används ofta som en indikation på hur ekologiskt sinnade ursprungsfolken i Nord-Amerika var.